# Lucy Railton

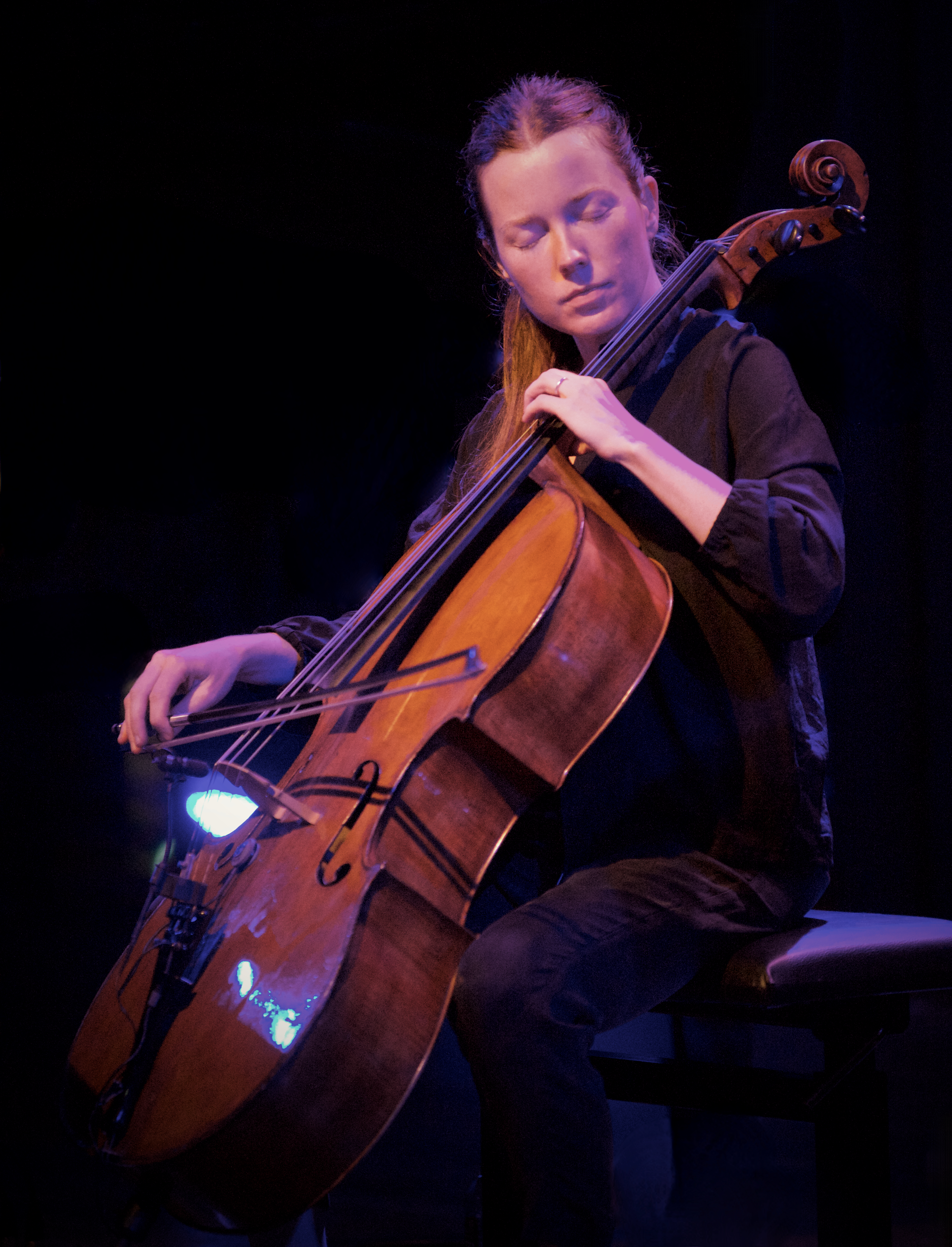
Lucy Railton (2021)

Lucy Railton (* um 1986) ist eine britische Musikerin (Violoncello, auch Elektronik, Komposition), die sowohl im Bereich der klassischen Musik als auch in der Improvisationsmusik arbeitet.

## Leben und Wirken
Railton studierte zunächst Cello am New England Conservatory in Boston, dann an der Royal Academy of Music in London, wo sie 2008 ihren Abschluss machte.
Railton arbeitete als Solistin und Kammermusikerin, aber auch mit Ensembles wie London Sinfonietta, Britten Sinfonia und Ensemble Plus Minus. In ihren Programmen als Solistin interpretierte sie sowohl kanonische Werke, etwa von Bach (ECM-Album von Fred Thomas) oder von Giacinto Scelsi, als auch Stücke weniger bekannter und junger Komponisten. Ihre Version von Louange à l’Éternité de Jésus von Olivier Messiaen hat Modern Love (2020) als Benefiz-Single herausgegeben.
Im Bereich der Improvisationsmusik hatte Railton zahlreiche Auftritte mit Kit Downes, Thomas Strønen, Aisha Orazabayeva und Sofia Jernberg. Ihr Auftritt mit Downes, Philipp Gropper und Oliver Steidle vom Jazzfest Berlin wurde im Deutschlandfunk gesendet. Im Laufe der Jahre hat sie auch mit Künstlern wie Russell Haswell, Rebecca Salvadori, Catherine Lamb, Beatrice Dillon, Kali Malone und Kadialy Kouyate, der Schriftstellerin Laura Grace Ford sowie den Choreographen Akram Khan und Sasha Milavic Davies zusammen gearbeitet. Weiterhin war sie an Projekten von Pauline Oliveros, Iancu Dumitrescu, Mary Jane Leach, Cally Spooner, Matmos und Philippe Parreno beteiligt. Ihre Zusammenarbeit mit einigen dieser Künstler und deren Repertoire hat zu einer umfassenden Erforschung von Resonanz, Psychoakustik, Synthese und Mikrotonalität geführt, Themen, die in ihrer eigenen Arbeit präsent sind.
Railton gründete 2008 die Neue-Musik-Reihe Kammer Klang im Cafe Oto, die sie zehn Jahre lang kuratierte; später war sie Mitbegründerin des London Contemporary Music Festival.
2018 veröffentlichte Modern Love Railtons erstes Album Paradise 94, das Kollaborationen mit Beatrice Dillon und Kit Downes enthielt. Mit Downes an der Kirchenorgel entstand zudem Subaerial. Mit Peter Zinovieff legte sie 2020 das Album RFG Inventions for Cello and Computer bei PAN vor. Im selben Jahr wurde Railtons improvisatorisches Lament in Three Parts bei TakuRoku veröffentlicht. Ihre Komposition Forma erschien bei Portraits GRM als erste Seite einer Split-LP mit dem in Baltimore lebenden Experimentalmusiker Max Eilbacher. Mit Britton Powell und Huerco S. bildete sie PDP III. 2023 erschien ihr Soloalbum Corner Dancer bei Modern Love. In ihren Kompositionen beschäftigt sie sich weiterhin mit den Grenzen der elektroakustischen Komposition. Sie verfasste auch Filmmusik.
Railton hat zudem auf Aufnahmen zahlreicher Jazz-, Folk-, Elektronik- und Indie-Rock-Künstler mitgewirkt, darunter Bat for Lashes, Orbital, Bonobo, Jamie Cullum, Rhodri Davies, Lucia Cadotsch, Christian Lillinger und Petter Eldh.